# Orden des Adlerkreuzes

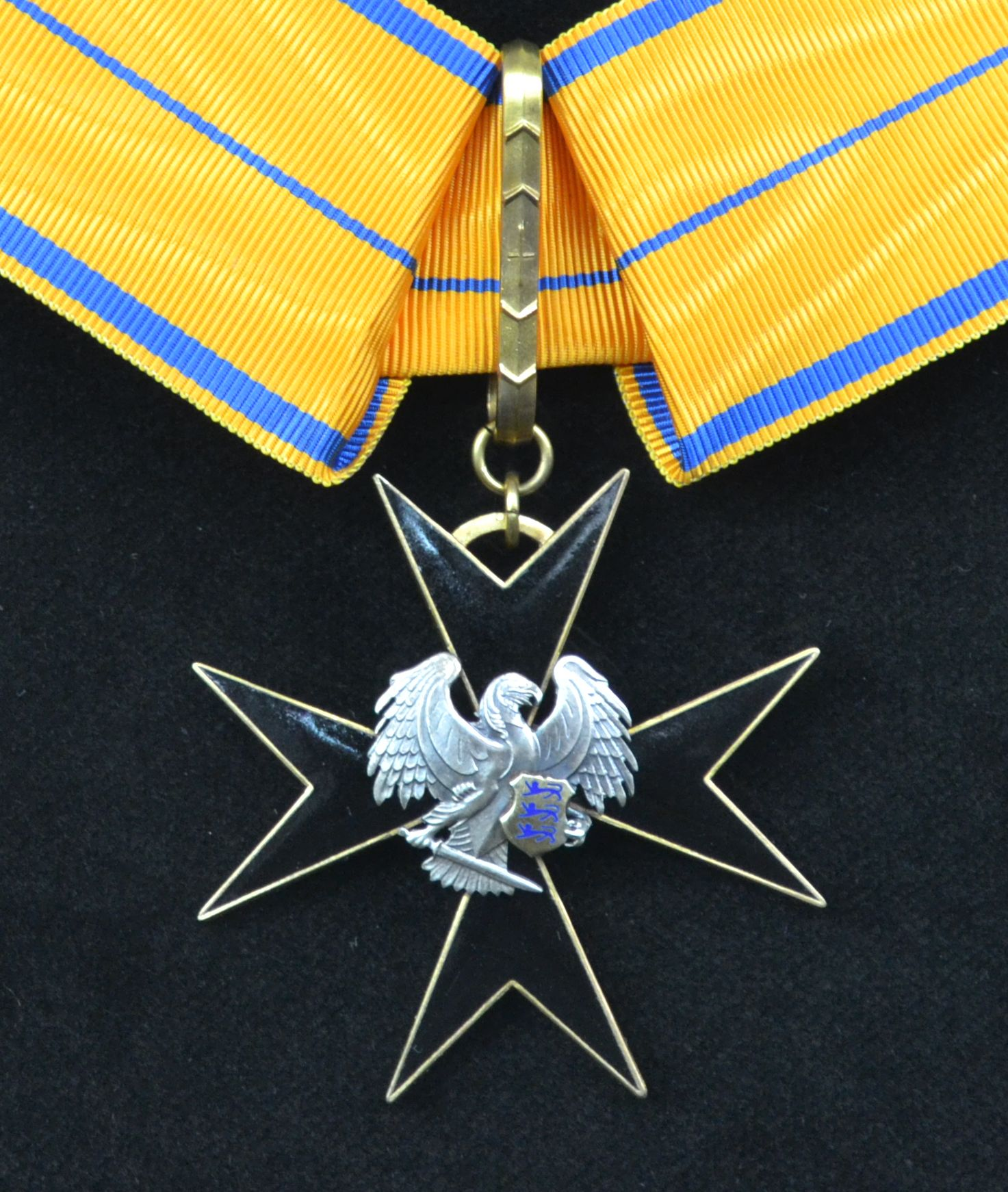
Orden des Adlerkreuzes II. Klasse

Der Orden des Adlerkreuzes (estnisch Kotkaristi teenetemärk) ist ein staatlicher Verdienstorden der Republik Estland.

## Geschichte
Der Orden des Adlerkreuzes wurde 1928 von der Kaitseliit, dem Heimwehrverband der estnischen Streitkräfte, zum zehnten Jahrestag der Gründung der Republik Estland ins Leben gerufen. Mit Inkrafttreten des estnischen Ordensgesetzes am 7. Oktober 1936 wurde er ein staatlicher Verdienstorden der Republik Estland.

## Verleihung
Der Adlerkreuz-Orden wird Esten und Ausländern durch den estnischen Staatspräsidenten zum estnischen Unabhängigkeitstag im Februar eines jeden Jahres verliehen. Er würdigt Verdienste auf militärischem Gebiet und für die Verteidigung der Republik Estland.
Der Verdienstorden wird heute in acht Ordensstufen verliehen: in fünf Grundstufen (I. als höchste Stufe) und als Medaille (Gold, Silber und Bronze). Alle Ordensausführungen tragen den Adler, das Wappentier der Kaitseliit, als Grundmotiv.

## Klassen
Der Orden besteht aus fünf Klassen.
- I. Klasse
- II. Klasse
- III. Klasse
- IV. Klasse
- V. Klasse
- Verdienstmedaille
  -  Gold
  -  Silber
  -  Bronze

## Statistik
Zwischen Mai 1995 und Februar 2006 wurde das Adlerkreuz insgesamt 785 mal (592 Orden, 193 Medaillen) verliehen.